# Буллок, Реджи
Реджинальд Райделл Буллок-младший (англ. Reginald Ryedell Bullock Jr.; род. 16 марта 1991 года, Балтимор) — американский профессиональный баскетболист, который в последний раз играл за команду «Хьюстон Рокетс» в Национальной баскетбольной ассоциации. Он играл в студенчестве за команду «Северная Каролина Тар Хилз», прежде чем был выбран командой «Лос-Анджелес Клипперс» в первом раунде драфта НБА 2013 года под общим 25-м номером. Буллок также играл за «Финикс Санз», «Детройт Пистонс», «Лос-Анджелес Лейкерс», «Нью-Йорк Никс» и «Даллас Маверикс».

## Карьера в школе
Буллок привёл свою школьную баскетбольную команду Кинстон Викингс к трём Финальным играм чемпионата штата за время своей школьной карьеры, выиграв два из них. В 2008 году они выиграли титул 3A, а в 2010 году — титул 2A. Во время игры чемпионата 2010 года против Западного Колдуэлла он был назван самым ценным игроком, набрав 15 очков, что является рекордом команды. Он набирал в среднем 25 очков и 11 подборов за игру в сезоне 2009/2010, войдя в сборную штата третий сезон подряд.
Он был выбран для игры в McDonald's All-American 2010 года, где он был в команде Востока вместе с Тобиасом Харрисом, Кендаллом Маршаллом, Кайри Ирвингом и Джаредом Саллинджером. Буллок также играл в игре Nike Hoops Summit, Spalding Hoophall Classic, Jordan Brand Classic, King James Classic и City of Palms Classic.

## Карьера в колледже

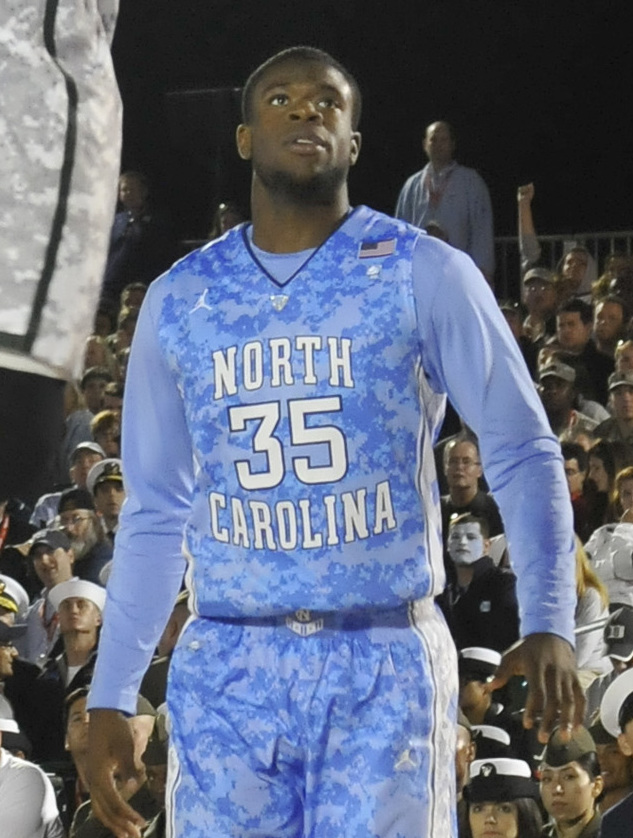
Буллок в составе «Северной Каролины» на Carrier Classic в 2011 году

Буллок решил поступить в Университет Северной Каролины в Чапел-Хилле в январе 2008 года, вскоре после получения стипендии от «Тар Хилз». Он также получил предложения от «Мэриленда», «Огайо Стейт», «Уэйк Форест» и «Индианы».
В своём первом сезоне, 2010/2011, Буллок был шестым в команде по результативности и вторым по результативности со скамейки запасных с 6,1 очками за игру. 27 февраля 2011 года он порвал латеральный мениск левого колена в победном игрер против «Мэриленда». 7 марта ему сделали операцию по восстановлению, и он пропустил остаток сезона 2010/2011.
В своём втором сезоне, 2011/2012, он лидировал в команде по количеству трёхочковых бросков (71) и проценту  реализованных трёхочковых бросков (38,2%). С 8,8 очками за игру он был четвёртым лучшим бомбардиром в команде.
В своём третьем сезоне, 2012/2013, он был третьим лучшим бомбардиром команды с лучшим в карьере показателем 13,9 за игру. Он также был вторым в команде по трёхочковым броскам, подборам (6,5) и третьим по очкам, передачам (101) и перехватам (44).
За 100 игр в карьере Буллок в среднем набирал 9,9 очков, делал 5,0 подборов, 1,7 результативных передач за игру.

## Профессиональная карьера

### «Лос-Анджелес Клипперс» (2013—2015)

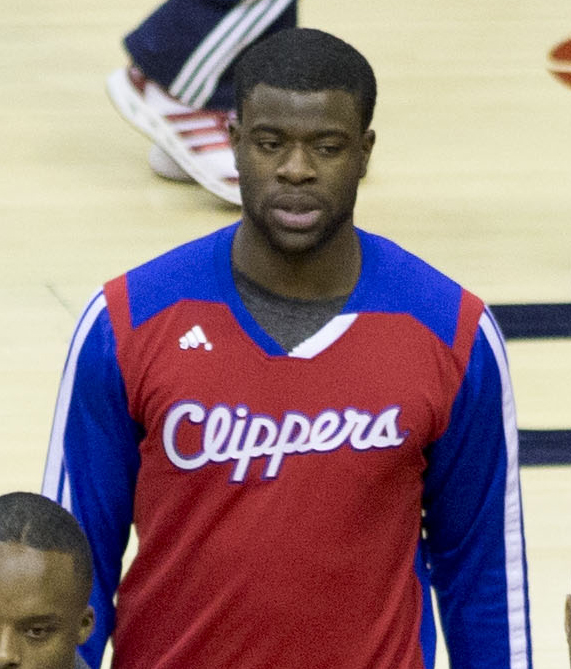
Буллок в составе «Лос-Анджелес Клипперс» в 2013 году

Буллок был выбран командой «Лос-Анджелес Клипперс» под 25-м номером на драфте НБА 2013 года. 11 июля 2013 года он подписал свой первый профессиональный контракт с «Клипперс». Затем он присоединился к «Клипперс» для участия в Летней лиге НБА 2013 года. Буллок дебютировал в НБА 29 октября 2013 года в матче против «Лос-Анджелес Лейкерс», набрав два очка.

### «Финикс Санз» (2015)
15 января 2015 года Буллок был отдан в ««Финикс Санз»» в рамках трехсторонней сделки, в которой также участвовала «Бостон Селтикс». Десять дней спустя он дебютировал за «Санз» в проигрышной игре против «Клипперс» (100:120). 29 января он был переведён в «Бейкерсфилд Джэм» из Лиги развития НБА. Три дня спустя он был отозван обратно. 7 февраля он был переназначен в «Джэм». Четыре дня спустя он был отозван. 25 февраля Буллок заработал свои первые очки за «Санз» в победной игре против «Денвер Наггетс» (110:96).

### «Детройт Писонс» (2015—2019)
9 июля 2015 года Буллок был отдан в «Детройт Пистонс» вместе с Дэнни Грэнджером и Маркусом Моррисом в обмен на выбор во втором раунде драфта 2020 года. 25 октября 2015 года «Пистонс» реализовали свою опцию команды на четвертый год по контракту новичка Буллока, продлив его контракт до сезона 2016/2017. 19 декабря он был отправлен в «Гранд-Рапидс Драйв», фарм-клуб «Пистонс» в Джи-Лиге. На следующий день «Пистонс» отозвали его.
После того, как проблемы с бедром и спиной задержали его дебют в сезоне 2016/2017, Буллок принял участие всего в четырёх играх, прежде чем 25 ноября 2016 года был отстранен от участия из-за разрыва мениска левого колена, полученного им за два дня до этого в матче против «Майами Хит». 30 ноября был выведен из строя на срок от двух до четырех месяцев после того, как ему потребовалась операция по устранению травмы.
14 июля 2017 года Буллок вновь подписал контракт с «Пистонс». 17 декабря 2017 года он набрал рекордные в карьере 20 очков в победной игре против «Орландо Мэджик» (114:110). 30 декабря 2017 года он установил новый рекорд карьеры, набрав 22 очка в победном матче против «Сан-Антонио Спёрс» (93:79).
11 ноября 2018 года Буллок набрал рекордные для себя 23 очка, сделав 6 трёхочковых бросков, в проигрышной игре против «Шарлотт Хорнетс» (113:103). 17 декабря он превзошёл свой рекорд, набрав 24 очка в игре против «Милуоки Бакс», а через 2 дня набрал 33 очка в матче против «Миннесота Тимбервулвз».

### «Лос-Анджелес Лейкерс»
6 февраля 2019 года Буллок был отдан в «Лос-Анджелес Лейкерс» в обмен на Святослава Михайлюка и будущий выбор во втором раунде драфта.

### «Нью-Йорк Никс» (2019—2021)
16 июля 2019 года Буллок подписал контракт с «Нью-Йорк Никс» и на следующий день перенёс успешную операцию по удалению грыжи межпозвоночного диска в шейном отделе. 1 января 2020 года он дебютировал за «Никс», набрав 11 очков в победном матче против «Портленд Трэйл Блэйзерс» (117:93).

### «Даллас Маверикс» (2021—2023)
6 августа 2021 года Буллок подписал контракт с «Даллас Маверикс». Он дебютировал 21 октября в проигрышной игре против «Атланта Хокс» (87:113), набрав три очка.
12 июля 2023 года Буллок был отдан в «Сан-Антонио Спёрс» в рамках трёхсторонней сделки, в результате которой Грант Уильямс перешёл в «Маверикс». Однако 30 сентября «Спёрс» отказались от него.

### «Хьюстон Рокетс» (2023—2024)
4 октября 2023 года Буллок подписал контракт с «Хьюстон Рокетс».

## Личная жизнь
У Буллок есть сын. Трансгендерная сестра Буллок, Миа Хендерсон, была убита в Балтиморе 16 июля 2014 года. Подозреваемый был арестован в августе 2015 года. В августе 2016 года Буллок сказал о своей сестре: «Она жила собой, она научила меня, как быть (собой). Она научила меня, как заботиться о семье... Она была счастлива быть тем, кто она есть. Она не беспокоилась о том, что другие думают о ней. Человек, который может изолировать весь мир и не заботиться о чувствах других людей, — это сильный человек, для меня. Это было одним из самых важных вещей, которые я получил от нее». Буллок продолжает заниматься правами ЛГБТ, добровольно тренируя геев и трансгендерную молодежь вместе с Джейсоном Коллинзом, баскетболистом, который совершил каминг-аут в выпуске Sports Illustrated 2013 года. Буллок также принял участие со своим маленьким сыном Трейсоном в ЛГБТ-параде в Нью-Йорке в рамках LGBT NBA float. Он был удостоен награды GLAAD Media Awards и принимает активное участие в благотворительной организации NBA Voices for LGBT Youth and Allies. Он также появляется в документальном фильме Vice Sports, где рассказывает о своей сестре и своей приверженности гей-сообществу в память о ней. Он также участвует в кампаниях против травли.
29 октября 2019 года в Балтиморе была убита Кейоша Мур, другая сестра Буллок.

## Статистика

### Статистика в НБА
| Сезон   | Команда  | Регулярный сезон | Регулярный сезон | Регулярный сезон | Регулярный сезон | Регулярный сезон | Регулярный сезон | Регулярный сезон | Регулярный сезон | Регулярный сезон | Регулярный сезон | Регулярный сезон | Серия плей-офф | Серия плей-офф | Серия плей-офф | Серия плей-офф | Серия плей-офф | Серия плей-офф | Серия плей-офф | Серия плей-офф | Серия плей-офф | Серия плей-офф | Серия плей-офф |
| Сезон   | Команда  | GP               | GS               | MPG              | FG%              | 3P%              | FT%              | RPG              | APG              | SPG              | BPG              | PPG              | GP             | GS             | MPG            | FG%            | 3P%            | FT%            | RPG            | APG            | SPG            | BPG            | PPG            |
| ------- | -------- | ---------------- | ---------------- | ---------------- | ---------------- | ---------------- | ---------------- | ---------------- | ---------------- | ---------------- | ---------------- | ---------------- | -------------- | -------------- | -------------- | -------------- | -------------- | -------------- | -------------- | -------------- | -------------- | -------------- | -------------- |
| 2013/14 | Клипперс | 43               | 0                | 9,2              | 35,5             | 30,1             | 77,8             | 1,3              | 0,3              | 0,2              | 0,0              | 2,7              | 2              | 0              | 2,5            | 100,0          | 0,0            | 0,0            | 0,0            | 0,5            | 0,0            | 0,0            | 1,0            |
| 2014/15 | Клипперс | 25               | 2                | 10,5             | 42,6             | 38,5             | 80,0             | 1,6              | 0,2              | 0,4              | 0,1              | 2,6              | Не участвовал  | Не участвовал  | Не участвовал  | Не участвовал  | Не участвовал  | Не участвовал  | Не участвовал  | Не участвовал  | Не участвовал  | Не участвовал  | Не участвовал  |
| 2014/15 | Финикс   | 11               | 0                | 6,8              | 6,3              | 0,0              | 50,0             | 0,9              | 0,2              | 0,1              | 0,2              | 0,4              | Не участвовал  | Не участвовал  | Не участвовал  | Не участвовал  | Не участвовал  | Не участвовал  | Не участвовал  | Не участвовал  | Не участвовал  | Не участвовал  | Не участвовал  |
| 2015/16 | Детройт  | 37               | 0                | 11,6             | 43,9             | 41,5             | 93,3             | 1,8              | 0,7              | 0,3              | 0,1              | 3,3              | 2              | 0              | 11,0           | 83,3           | 66,7           | 0,0            | 1,0            | 1,5            | 0,5            | 0,0            | 6,0            |
| 2016/17 | Детройт  | 31               | 5                | 15,1             | 42,2             | 38,4             | 71,4             | 2,1              | 0,9              | 0,6              | 0,1              | 4,5              | Не участвовал  | Не участвовал  | Не участвовал  | Не участвовал  | Не участвовал  | Не участвовал  | Не участвовал  | Не участвовал  | Не участвовал  | Не участвовал  | Не участвовал  |
| 2017/18 | Детройт  | 62               | 52               | 27,9             | 48,9             | 44,5             | 79,6             | 2,5              | 1,5              | 0,8              | 0,2              | 11,3             | Не участвовал  | Не участвовал  | Не участвовал  | Не участвовал  | Не участвовал  | Не участвовал  | Не участвовал  | Не участвовал  | Не участвовал  | Не участвовал  | Не участвовал  |
| 2018/19 | Детройт  | 44               | 44               | 30,8             | 41,3             | 38,8             | 87,5             | 2,8              | 2,5              | 0,5              | 0,1              | 12,1             | Не участвовал  | Не участвовал  | Не участвовал  | Не участвовал  | Не участвовал  | Не участвовал  | Не участвовал  | Не участвовал  | Не участвовал  | Не участвовал  | Не участвовал  |
| 2018/19 | Лейкерс  | 19               | 16               | 27,6             | 41,2             | 34,3             | 81,0             | 2,6              | 1,1              | 0,8              | 0,4              | 9,3              | Не участвовал  | Не участвовал  | Не участвовал  | Не участвовал  | Не участвовал  | Не участвовал  | Не участвовал  | Не участвовал  | Не участвовал  | Не участвовал  | Не участвовал  |
| 2019/20 | Нью-Йорк | 29               | 19               | 23,6             | 40,2             | 33,3             | 81,0             | 2,3              | 1,4              | 0,9              | 0,1              | 8,1              | Не участвовал  | Не участвовал  | Не участвовал  | Не участвовал  | Не участвовал  | Не участвовал  | Не участвовал  | Не участвовал  | Не участвовал  | Не участвовал  | Не участвовал  |
| 2020/21 | Нью-Йорк | 65               | 64               | 30,0             | 44,2             | 41,0             | 90,9             | 3,4              | 1,5              | 0,8              | 0,2              | 10,9             | 5              | 5              | 32,4           | 38,5           | 34,5           | 80,0           | 3,4            | 1,2            | 0,6            | 0,2            | 8,8            |
| 2021/22 | Даллас   | 68               | 37               | 28,0             | 40,1             | 36,0             | 83,3             | 3,5              | 1,2              | 0,6              | 0,2              | 8,6              | 18             | 18             | 39,3           | 40,4           | 39,7           | 88,9           | 4,6            | 1,7            | 1,2            | 0,1            | 10,6           |
| 2022/23 | Даллас   | 78               | 55               | 30,3             | 40,9             | 38,0             | 70,3             | 3,6              | 1,4              | 0,7              | 0,2              | 7,2              | Не участвовал  | Не участвовал  | Не участвовал  | Не участвовал  | Не участвовал  | Не участвовал  | Не участвовал  | Не участвовал  | Не участвовал  | Не участвовал  | Не участвовал  |
| 2023/24 | Хьюстон  | 44               | 0                | 9,5              | 41,5             | 40,3             | 100,0            | 1,7              | 0,3              | 0,3              | 0,1              | 2,2              | Не участвовал  | Не участвовал  | Не участвовал  | Не участвовал  | Не участвовал  | Не участвовал  | Не участвовал  | Не участвовал  | Не участвовал  | Не участвовал  | Не участвовал  |
|         | Всего    | 556              | 294              | 22,6             | 42,4             | 38,5             | 82,7             | 2,6              | 1,2              | 0,6              | 0,1              | 7,3              | 27             | 23             | 33,2           | 41,6           | 39,3           | 87,0           | 3,7            | 1,5            | 1,0            | 0,1            | 9,2            |

### Статистика в NCAA
| Сезон   | Команда           | Conf  | Class | GP  | GS | MPG  | FG%  | 3P%  | FT%  | RPG | APG | SPG | BPG | PPG  |
| ------- | ----------------- | ----- | ----- | --- | -- | ---- | ---- | ---- | ---- | --- | --- | --- | --- | ---- |
| 2010/11 | Северная Каролина | ACC   | FR    | 27  | 0  | 14,5 | 36,7 | 29,6 | 56,5 | 2,8 | 0,6 | 0,7 | 0,1 | 6,1  |
| 2011/12 | Северная Каролина | ACC   | SO    | 38  | 18 | 25,4 | 42,8 | 38,2 | 72,7 | 5,1 | 1,4 | 0,7 | 0,2 | 8,8  |
| 2012/13 | Северная Каролина | ACC   | JR    | 35  | 35 | 31,4 | 48,3 | 43,6 | 76,7 | 6,5 | 2,9 | 1,3 | 0,3 | 13,9 |
| Всего   | Всего             | Всего | Всего | 100 | 53 | 24,6 | 43,9 | 38,7 | 72,0 | 5,0 | 1,7 | 0,9 | 0,2 | 9,9  |